# 虹桥镇 (平江县)
虹桥镇，中华人民共和国湖南省岳阳市平江县下属的一个镇，位于平江县东北部，天井山西侧。106国道和平（江）修（水）公路经过县境。

## 建制沿革
- 1952年，置虹桥乡；
- 1952年，改置虹桥公社；
- 1984年，改置虹桥镇；
- 1995年，长庆乡、天岳乡并入。

## 行政区划
虹桥镇下辖1个居委会与34个行政村：
- 虹桥居委会
- 天岳村、柘坪村、瑶田村、龙黄村、九眼村、毛沅村、白马村、水沅村、阜沅村、枧黄村、东安村、向阳村、仁义村、陡岭村、平安村、枧沅村、柘屋村、张公村、京马村、洞口村、桃沅村、大林村、大山村、高沅村、西桥村、民建村、凤六村、正东村、文昌村、水口村、大兴村、青石村、桃霞村、金鸡村